# Eupithecia analiscripta
Eupithecia analiscripta là một loài bướm đêm trong họ Geometridae.